# Sorex hoyi
Sorex hoyi är en däggdjursart som beskrevs av Baird 1857. Sorex hoyi ingår i släktet Sorex och familjen näbbmöss. IUCN kategoriserar arten globalt som livskraftig.
Artepitet i det vetenskapliga namnet hedrar den amerikanska fysiker, upptäcktsresande och naturforskare Philip Romayne Hoy som levde mellan 1816 och 1892.

## Beskrivning
Arten är med en absolut kroppslängd av 80 till 91 mm, inklusive en 27 till 32 mm lång svans, och en vikt av 2 till 4 g ett av de minsta däggdjuren i Nordamerika. Den har liksom andra näbbmöss en spetsig nos och långa morrhår. Sorex hoyi har en gråbrun sommarpäls och en mera gråaktig vinterpäls. Undersidan är under alla årstider ljusare.
Denna näbbmus förekommer i Nordamerikas skogsområden, främst i Kanada och Alaska. I syd når den nordvästra USA och regionen kring de Stora sjöarna. Dessutom finns två avskilda populationer i centrala och östra USA. Sorex hoyi hittas ofta på skogsgläntor och i träsk.
Individerna är främst aktiva på natten och vistas vanligen i löv- eller grässkiktet. Ibland använder de tunnelsystem som skapades av andra djur (sorkar, större insekter). De äter huvudsakligen ryggradslösa djur som skalbaggar, spindeldjur och insektslarver. I mindre mått ingår gnagare och kadaver i födan. Ungarna föds främst under senvintern och våren. En annan fortplantningstid förekommer under senare hösten. Dessutom registrerades enstaka nyfödda exemplar under sommaren. Dräktigheten varar cirka 18 dagar och sedan föder honan 3 till 8 ungar. Ungarna kan tidigast para sig efter första vintern. Den maximala livslängden uppskattas vara två år.
Arten producerar i sina körtlar en myskliknande vätska som avsöndras vid fara. Antagligen är vätskan även viktig för att hitta en partner. Troligen lever individerna utanför parningstiden ensam. Exemplar som hölls i fångenskap var aggressiva mot varandra och dödsfall har förekommit.
Denna näbbmus har olika naturliga fiender som falkfåglar, strumpebandssnokar (Thamnophis) och tamkatter. Individer som gick längs vattendrag blev dödad av bäckröding (Salvelinus fontinalis).

## Underarter
Arten delas in i följande underarter:
- S. h. alnorum
- S. h. eximius
- S. h. hoyi
- S. h. montanus
- S. h. thompsoni
- S. h. winnemana